# Babarczy László
Babarczy László (Budapest, 1941. szeptember 3. – 2022. január 31.) Kossuth- és Jászai Mari-díjas magyar színházrendező, színigazgató, egyetemi tanár, érdemes és kiváló művész, a kaposvári Csiky Gergely Színház örökös tagja.

## Életpályája
Középiskolai tanulmányait a Madách Imre Gimnáziumban végezte 1955–1959 között. 1966-ban végzett a Színház- és Filmművészeti Főiskola rendezői szakán. A Pécsi Nemzeti Színházhoz szerződött, ahol 1969-ig rendezett. 1969–1973 között a Nemzeti Színház tagja volt.  
1973-ban a kaposvári Csiky Gergely Színház rendezője lett, majd 1974–1981 között főrendezője, 1978–2007 között pedig a színház igazgatója volt. 1969 óta tanított a Színház- és Filmművészeti Főiskolán, amelynek 1990–1991 között rektorhelyettese, 1991–1994 között pedig rektora volt. 1991-től egyetemi tanár volt; 1999-ben DLA fokozatot szerzett. A Marosvásárhelyi Művészeti Egyetem vendégoktatója is volt.
1989 őszén az Újvidéki Színházban rendezte Molnár Ferenc: Liliom című darabját, 1991-ben pedig Molière: Tudós nők című darabját, amelyet 1992-ben mutattak be. 1994-ben Sütő András: Egy lócsiszár virágvasárnapja című drámáját rendezte Újvidéken. 2003-ban a Kaposvári Egyetem Művészeti Főiskolai Karán létrehozta a színész tanszéket, amelynek 2008 végéig volt vezetője. 2009-ben közreműködött Kenyeres Bálint A repülés története című filmjében. 

### Családja
Felesége Vajda Ágnes volt, aki a KSH-nál dolgozott. Házasságukból két leánygyermek született: Babarczy Eszter kritikus, publicista és Babarczy Anna kutatónyelvész.

### Halála és temetése
Hosszan tartó betegség után, 2022. január 31-én hunyt el, nyolcvanéves korában. Temetésére a kaposvári Keleti temetőben került sor, február 27-én. A szertartáson búcsúbeszédet mondott Szita Károly és Molnár Piroska. Részt vett többek között Pogány Judit, Koltai Róbert és Jordán Tamás.

## Színpadi rendezései

### Pécsi Nemzeti Színház
- Thury Zoltán: Katonák
- Brecht: Kaukázusi krétakör
- Örkény István: Macskajáték
- Frederick Loewe–Alan Jay Lerner: My Fair Lady
- William Shakespeare: Vízkereszt, vagy bánom is én
- Shakespeare: Tévedések vígjátéka
- Mikszáth Kálmán: A Noszty fiú esete Tóth Marival

### Nemzeti Színház
- Ismeretlen XVI. századi angol szerző: Gyilkosok a ködben /Fevershami Arden/
- Alekszej Nyikolajevics Arbuzov: Arbat meséi
- Hamvai Kornél: Szigliget
- Vörösmarty Mihály–Spiró György: Czillei és a Hunyadiak

### Budapesti Katona József Színház
- Alexandre Dumas-Várady Szabolcs: A három testőr

### Vígszínház
- Arthur Schnitzler: A Bernhardi-ügy Ódry színpad,
- Georges Feydeau: Bolha a fülbe (vizsgaelőadás)
- Mrozek: Tangó (vizsgaelőadás)

### Kaposvári Csiky Gergely Színház
- Mikszáth Kálmán: A Noszty fiú esete Tóth Marival
- Alan Alexander Milne–Julian Slade: Micimackó
- Victor Hugo: A királyasszony lovagja
- Kálmán Imre: Marica grófnő
- Bertolt Brecht: Az anya
- Huszka Jenő–Martos Ferenc: Lili bárónő
- Molière: Tartuffe
- Illyés Gyula: A kegyenc
- Ken Ludwig: Káprázatos hölgyek, vagy amit akartok
- Frederick Loewe–Alan Jay Lerner: My Fair Lady
- Albee: Mindent a kertbe
- Vörösmarty Mihály: Czillei és a Hunyadiak
- Brecht: Kurázsi mama
- Wesker: A konyha
- Shakespeare: Troilus és Cressida
- Móricz Zsigmond: Rokonok
- Shakespeare: Szeget szeggel
- Mihail Bulgakov: Bíbor sziget
- Bresan: Paraszt Hamlet
- Molière: Don Juan
- Molière: Nők iskolája
- Shakespeare: III. Richárd
- Molnár Ferenc: Liliom
- Spiró György: A kert
- Brecht: Baal
- Weöres Sándor: A kétfejű fenevad
- Örkény István: Pisti a vérzivatarban
- Eörsi István: Kihallgatás
- Schnitzler: A Bernhardi-ügy
- Brecht: Koldusopera
- Brecht: A kaukázusi krétakör
- Carlo Goldoni: A komédiaszínház
- Livier Allan: Pokol

## Díjai
- Jászai Mari-díj (1977)
- Érdemes művész (1984)
- Kiváló művész (1990)
- A Magyar Köztársasági Érdemrend tisztikeresztje (1994)
- Kossuth-díj (1995)
- Kaposvár díszpolgára (1998)
- Gundel művészeti díj (2003)
- A Csiky Gergely Színház örökös tagja (2011)[10]